# Фокер F.XII
Фокер F.XII / Fokker F.XII је холандски тромоторни, вишеседи, висококрилaц авион, мешовите класичне конструкције који се користио као путнички, транспортни авион између два рата и током Другог светског рата. Авион је био значајан за Фокера као његовог произвођача а и КЛМ као његовог корисника. Авион Фокер F.XII је коришћен готово 15 година што несумњиво говори о његовом квалитету, поготово ако се узму у обзир временски период у коме је коришћен.

## Пројектовање и развој
Фокер F.XII je настао на захтев авио-компаније КЛМ (Холандска авио компанија) којој је био потребан авион за планирану линију за Холандску Источну Индију (Индонезију). Тај планирани авион је требало да попуни празнину између мањег F.VIIb/3m и већег F.IX. Конструктори су се при пројектовању највише угледали на проверени и поуздани авион F.VII. Први лет је обављен 5. децембра 1930. године а у мају 1931. КЛМ је извео први пробни лет за Индонезију.

## Технички опис
Авион Фокер F.XII је једнокрили, слободноносећи високоокрилни, вишеседи тромоторни авион мешовите конструкције. Два мотора су му уграђена у висећим гондолама испод крила авиона а трећи се налази у носу (кљуну) трупа авиона. Оваква конструкција распореда мотора је била уобичајена за конструкцију транспортних и путничких авиона тога времена[
Труп авиона Фокер F.XII је био правоугаоног попречног пресека, био је простран тако да се у њега без проблема могла сместити комплетна посада и путници са пртљагом. Носећа структура трупа авиона је била направљена као решеткаста заварена конструкција направљена од танкозидих челичних цеви високе чврстоће а облога трупа је била делимично од дуралуминијумског лима и импрегнираног платна (кљун авиона је био обложен лимом а путничка кабина и реп су били обложени импрегнираним платном). Улаз у авион са степеништем се налазио на левој бочној страни трупа авиона. Кокпит пилота је био смештен у затвореној кабини, која се налазила у кљуну трупа авиона, до кога се стизало пролазима кроз путничку кабину. Пилотска кабина је имала велике предње и бочне прозоре тако да су имали изванредну прегледност. Бочни прозори су се могли отварати. Седишта су била у распореду 2+1 у реду са пролазом између седишта. Авион је имао 6 редова седишта. На крају путничке кабине (у репу) налазио се тоалет и простор за пртљаг. Кабина је била опремљена сталажом за одлагање ручног пртљага.
Авион је био опремљен са три 9-то цилиндрична ваздухом хлађена радијална мотора Pratt & Whitney R-1340 Wasp C снаге 317 kW (425 KS). Један мотор се налазио на кљуну авиона (централни мотор) а друга два су била на гондолама испод крила. На моторима су биле двокраке металне елисе Hamilton-Standard, фиксног корака.
Крило је било једноделно, самоносеће, дебелог профила. Конструкција крила је била од дрвета са две решеткасте дрвене рамењаче, а облоге делом од дрвене лепенке (шпер плоче) а делом од импрегнираног платна. За чврсте рамењаче су везивани остали елементи авионске конструкције као што су стајни трап и крилни мотори. Покретни делови крила су такође имали конструкцију од дрвета док им је облога била од импрегнираног платна. Геометријски посматрано, половина крила је имала облик једнакокраког трапеза, са заобљеним крајем. Осна линија крила је била управна на осу трупа авиона. С обзиром на дебљину профила крило је имало простране крилне шупљине, тако да су у њега без проблема могли да стану резервоари за гориво. Главни резервоари за гориво су се налазили у делу крила изнад трупа авиона. Кроз крило су пролазили сви потребни уређаји и инсталације. На крајевима крила су се налазила навигациона светла
Реп авиона се састоји од једног вертикалног стабилизатора и кормила правца и два хоризонтална стабилизатора са кормилима дубине. Носеће конструкције репа су металне а облога од платна. Управљачке површине кормило правца и кормила дубине су такође металне конструкције обложене платном. Хоризонтални стабилизатори су чврстим затезачима везани за вертикални стабилизатор а са доње стране су упорницама причвршћени за дно трупа авиона.
Стајни трап је био класичан фиксан са гуменим точковима. Састојао се од троугласте виљушке причвршћене за труп авиона и вертикални носач у коме је био уграђен уљани амортизер а ослањао се на конструкцију гондоле крилних мотора. Размак између точкова је био доста велики а и концентрација маса се налазила унутар размака па је стабилност при слетању и полетању овог авиона била задовољавајућа. На крају репа авиона налазио се самоуправљиви гумени точам (клавирски точак) као трећа ослона тачка авиона.

## Верзије
- F.XII - модел авиона који се серијски производио (произведено 10+1 прототип)
- F.XIIM - аеродинамички побољшани модел F.XII који се по лиценци производио у Данској (произведено 2 ком)

## Земље које су користиле авион Фокер
| - Данска - Холандија - Шпанија | - Шведска - Уједињено Краљевство |

## Оперативно коришћење
Произведено је укупно 13 авиона Фокер F.XII, 10 је наручио и купио холандски КЛМ и са њима одржавао линију од Амстердама до   Батавије (Индонезија) и то већ од 1931. године. Како је растао број путника на тој линији КЛМ уводи веће авионе фокер F.VIII а F.XII пребацује на европске линије на којима саобраћа од 1932 до 1947. године. Два авиона из КЛМ-ове квоте су остала у Холандској Источној Индији у сестринској фирми КНИЛМ и та два авиона су заробили Јапанци при окупацији Индонезије 1942.
Два авиона F.XII по лиценци су направљени у Данској за данску националну авио компанију. Они су одржавали линије Копенхаген Берлин и Париз и летели су до 1946. године. Накнадно је направљен један F.XII са 14 седишта који је испоручен шведском авио превознику и тај је коришћен у Шведској до 1947. године.
Део своје флоте КЛМ продаје Енглезима а они део препродају Шпанцима а део користи на европским линијама. У Шпанском грађанском рату ови авиони учествују на обе стране.

#### Авионске несреће
Од 13 авиона Фокер F.XII два су доживела авионску несрећу:
1. 6. априла 1935. - авион КЛМ-а на линији из Прага за Амстердам срушио се у Немачкој (Брилон) по лошем времену.
2. 19. новембар 1936. - Авион Бритиш ервејза се срушио ноћу у магли на прилазу аеродрому Гетвик.